# Ахмед Араби паша
Ахмед Араби паша (1 април 1842 – 21 септември 1911) е ръководител на националноосвободителната борба на египетския народ през 1879 – 1882 година срещу Османската империя и после срещу Британската империя.

## Биография
Син е на селянин от Долен Египет. Обучава се във военно училище в Кайро. Издига се до звание полковник.
През 1879 г. участва в движението на египетски офицери срещу чуждестранния контрол над Египет и господството на турците в местната египетска армия. През 1881 г. оглавява недоволството на Каирския гарнизон, познато с искането „Египет за египтяните“. То довежда до оставката на правителството на хедива и създаването на национално правителство, в което Араби паша е назначен за министър на войната. Оттогава фактическата власт е в неговите ръце. През лятото на 1882 г. командва египетската армия в Англо-египетската война.
На 13 септември войската му е разбита и на 15 септември е пленен от британците. Осъден е на смърт, но после присъдата му е заменена с доживотно заточение на остров Цейлон. През 1901 г. е помилван и върнат в Египет.